# Georges Boulanger

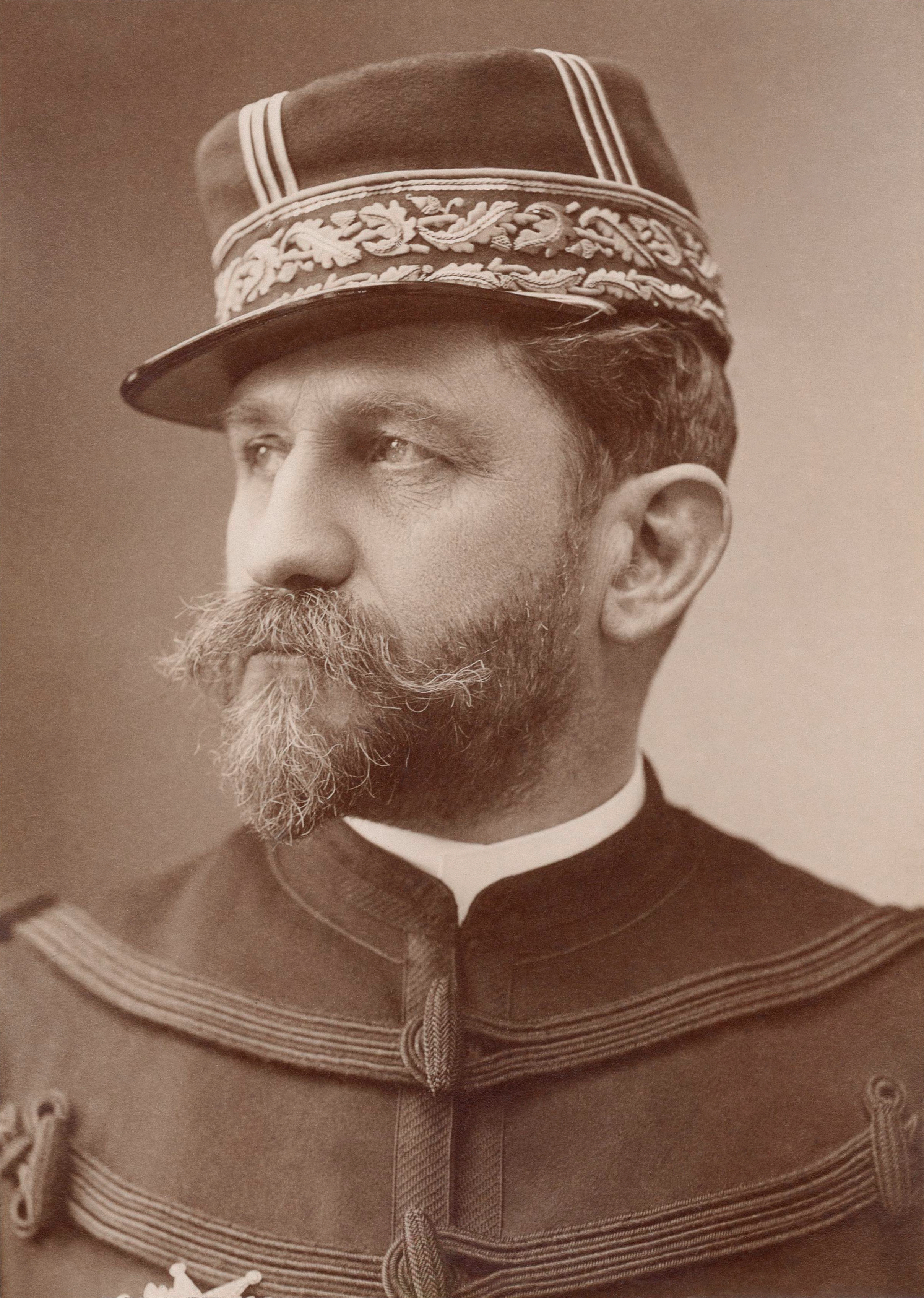
Georges Boulanger, Photographie von Nadar (nach 1880)

Georges Ernest Jean Marie Boulanger (* 29. April 1837 in Rennes; † 30. September 1891 in Ixelles bei Brüssel) war ein französischer Heeresoffizier, zuletzt im Rang eines Général de division, und Politiker der Dritten Republik. Bekannt als „Général Revanche“ modernisierte er als Kriegsminister von 1886 bis 1887 das französische Militär. Ende der 1880er-Jahre war er charismatischer Anführer der autoritär-populistischen Bewegung des Boulangismus.

## Leben

### Militärische Karriere
Boulanger trat 1855 in die Militärschule in Saint-Cyr ein und wurde 1856 zum Sous-lieutenant in der Infanterie ernannt. Im Feldzug in Italien wurde er am 3. Juni 1859 bei Turbigo infolge eines Brustdurchschusses schwer verwundet. Er erhielt das Kreuz der Ehrenlegion, wurde 1860 zum Lieutenant befördert und ging dann nach Indochina. Dort nahm er zwischen 1861 und 1864 am Feldzug in Cochinchina gegen das Königreich Việt Nam teil und wurde am 21. Juli 1862 Capitaine. Nach Frankreich zurückgekehrt, heiratete er 1865 Lucie Renouard.
Im Jahr 1867 wurde Boulanger als Lehrer an die Militärschule Saint-Cyr berufen. Am 15. Juli 1870 wurde er zum Chef de bataillon und bereits am 9. November zum Lieutenant-colonel befördert. Im Deutsch-Französischen Krieg führte er das 114e regiment d’infanterie de ligne und wurde am 30. November in der Schlacht bei Champigny erneut verwundet. Im Januar 1871 wurde Boulanger zum Colonel befördert und erhielt bei den Kämpfen gegen die Pariser Commune abermals eine Verwundung. Ihm wurde daraufhin das Kommandeurkreuz der Ehrenlegion verliehen. Bei der Reorganisation des französischen Militärwesens wurde Boulanger zum Lieutenant-colonel zurückgestuft und er übernahm das Kommando über das 133e regiment d’infanterie de ligne.
In der Dritten Republik wurde er 1874 zum zweiten Mal Colonel und 1880 Général de brigade. Bald darauf erhielt er das Kommando über die 14. Kavalleriebrigade und vertrat die französische Regierung bei der 100. Jahresfeier der Unabhängigkeit der Vereinigten Staaten. Hierdurch lenkte er die öffentliche Aufmerksamkeit auf sich. 1882 übernahm er im Kriegsministerium die Leitung der Infanterieinspektion. In dieser Eigenschaft wirkte er auf die Verbesserung des Militärerziehungs- und Bildungswesens hin und vereinfachte den Verwaltungsdienst bei Behörden und Truppen. 1884 wurde er zum Général de division befördert und übernahm den Befehl über die französischen Belagerungstruppen in Tunesien. Hier gab es unerfreuliche Missstände im Verwaltungsapparat, gegen den sich Boulanger stellte und die Ehre seiner Truppe und des Offizierskorps in Schutz nahm. Hierdurch gewann er rasch an Anhang innerhalb der Militärorganisation.

### Politik

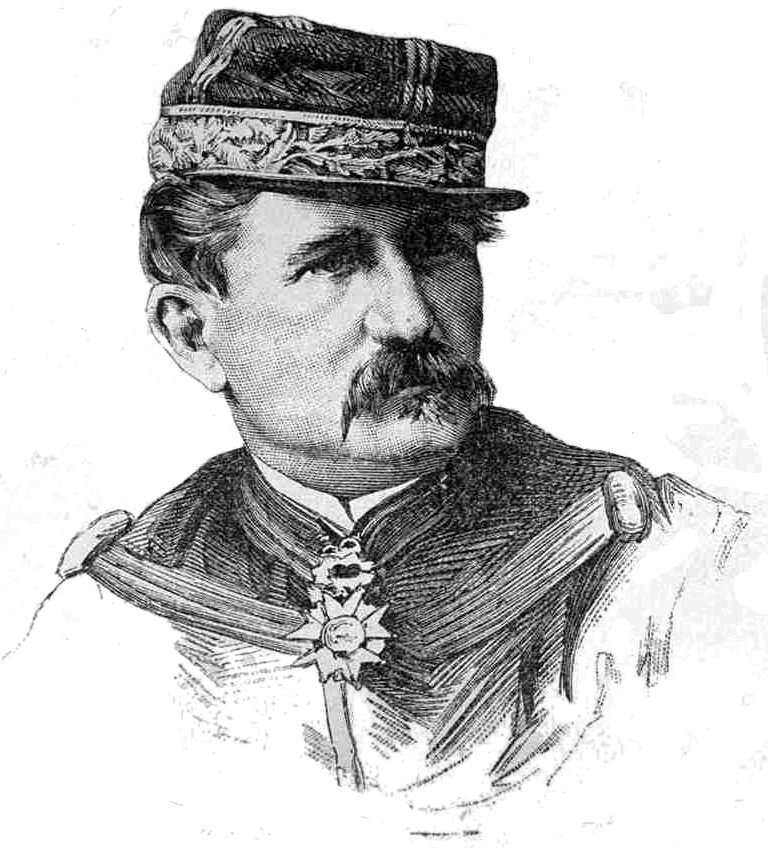
Georges Ernest Boulanger

Am 7. Januar 1886 übernahm Boulanger im Kabinett des Gemäßigten Republikaners Charles de Freycinet das Kriegsministerium. Unter weiten Teilen der Arbeiterschaft war er beliebt, weil er den Klerus zum Militärdienst verpflichtete, die Dienstzeit des Service National reduzierte und Abkömmlinge adliger Familien aus dem Militär entfernte. Boulanger galt lange Zeit als eifriger Befürworter eines Vergeltungsschlages für die im Deutsch-Französischen Krieg erlittene Niederlage gegen Deutschland. Er legte unter anderem einen Gesetzentwurf vor, der dem französischen Heer die notwendigen Mittel bereitstellen sollte, um einen Krieg gegen das Deutsche Reich erfolgreich bestehen zu können. Ähnlich wie Léon Gambetta wollte Boulanger die Friedensstärke der Truppen bedeutend erhöhen und für die Kriegsvorbereitung eine große Zahl an Reserven bereitstellen. Die Ausgaben hierfür sollten jedoch durch die Verkürzung der aktiven Dienstzeit und zeitweilige Beurlaubung der Mannschaften nicht erheblich über das bisherige Maß ansteigen. Die Kammer bewilligte seine Forderungen.
Die nun folgende Verstärkung des Kasernenbaus und der Garnisonen an der Ostgrenze zu Deutschland waren ein Hinweis auf die Aufnahme eines baldigen Revanche-Feldzugs gegen Deutschland. Boulanger galt in jener Zeit als der am wenigsten zu ersetzende Minister im Kabinett, obwohl er sich Angriffen aus Presse und Öffentlichkeit gegen seine Eigenmächtigkeiten und kriegerischen Tendenzen ausgesetzt sah. Er behielt seinen Posten auch nach dem Sturz Freycinets unter dessen Nachfolger René Goblet. Erst als dieser am 17. Mai 1887 zurücktrat und Maurice Rouvier sich weigerte, ein Kabinett mit Boulanger zu bilden, verlor er seinen Posten.

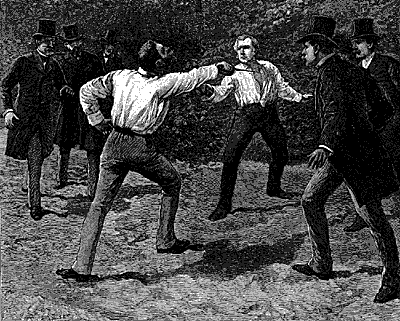
Duell zwischen Charles Floquet und Georges Boulanger

Danach wurde er zum Kommandeur des 13. Armeekorps in Clermont-Ferrand ernannt, blieb jedoch fortwährend in Verbindung mit der von Paul Déroulède geführten Ligue des Patriotes und kam wiederholt heimlich nach Paris, ohne um Urlaub ersucht zu haben. Daraufhin wurde er von der neuen Regierung Pierre Tirard wegen schwerer Vergehen gegen die Disziplin am 15. März 1888 in „Nichtaktivität“ versetzt und nach einem Urteilsspruch am 26. März mit schlichtem Abschied aus dem Heer entlassen. Da dies auch von der Ligue des Patriotes gebilligt worden war, traten einige Anhänger Boulangers aus der Partei aus und nannten sich fortan Boulangisten, so unter anderen Laguerre, Drugnot Laisant, Déroulède und der Senator Raquet. Boulanger ließ sich in Paris nieder, trieb einen fürstlichen Aufwand und galt fortan als Anwalt aller mit dem herrschenden System des „Kammerterrorismus“ und der Unsicherheit der Regierungsziele unzufriedenen Kräfte in Frankreich. Ihm flossen aus den Kreisen der Bankiers reichliche Geldmittel zu. Seine Freunde konstituierten sich als „Republikanisches Komitee des nationalen Protestes“. Auch die Monarchisten, mit denen er längst Fühlung aufgenommen hatte, unterstützten ihn, weil sie ihn als treibende Kraft benutzen zu können glaubten. Am 15. April 1888 wurde er im Département Nord mit großer Mehrheit zum Abgeordneten gewählt. Er forderte nun die Auflösung der Kammer und übergab einen Brief, in dem er seinen Rücktritt einreichte. Doch schwächte dieses Vorgehen seinen Einfluss nicht. In dieser Sitzung kam es zwischen ihm und dem Ministerpräsidenten Charles Floquet zu einem heftigen Wortwechsel, der ein Duell zur Folge hatte. Boulanger wurde am 13. Juli 1888 von Floquet am Hals verwundet.

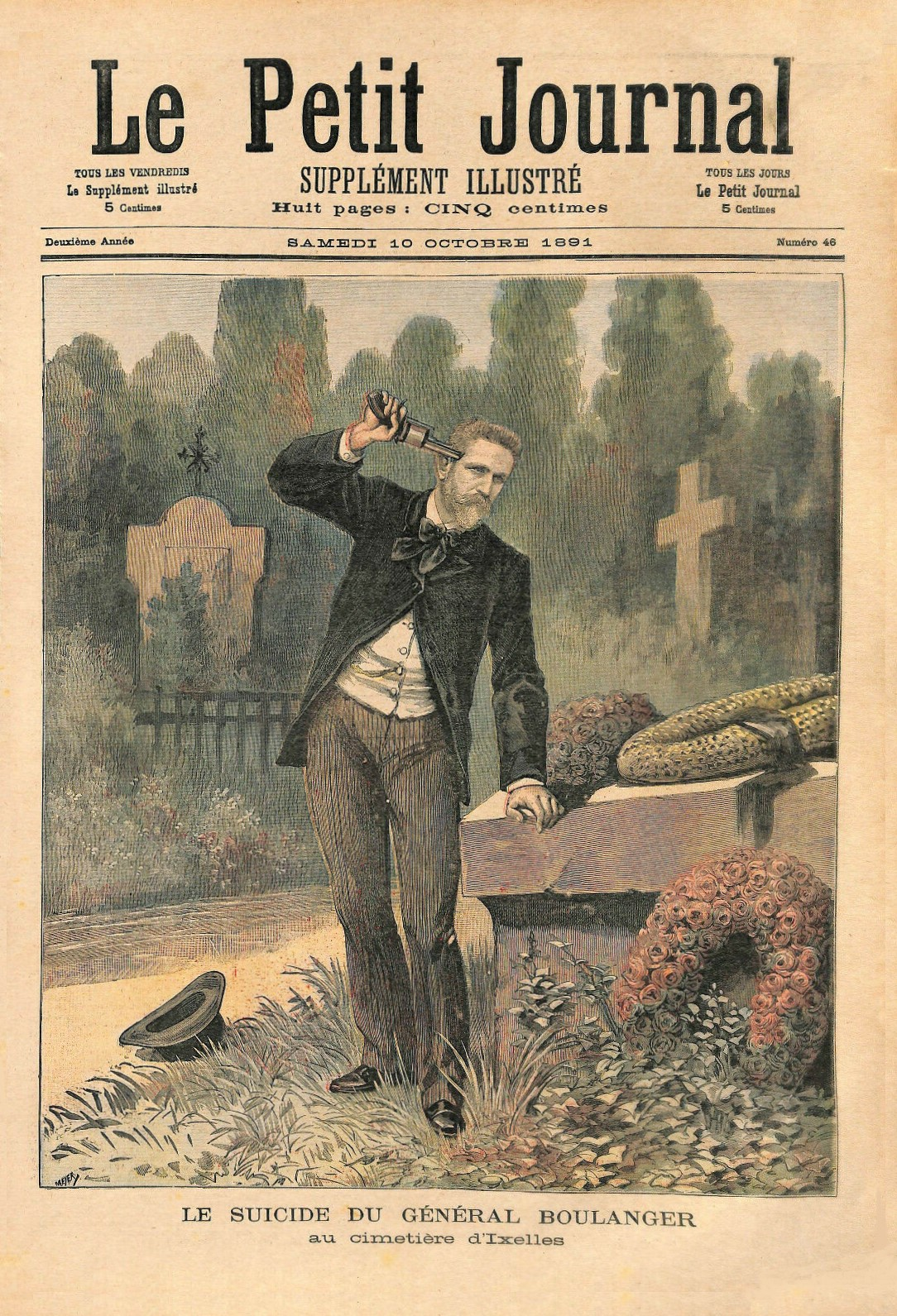
Darstellung von Boulangers Suizid in einer zeitgenössischen Zeitschrift

Im August wurde er in drei Departements als Abgeordneter wiedergewählt und konnte am 27. Januar 1889 bei einer Nachwahl sogar in Paris den Kandidaten der Radikalen überflügeln. Dies vermehrte den Zulauf und er erhielt die Offerte, die Staatsgewalt durch raschen Zugriff zu nehmen. Dies lehnte er unentschlossen ab. Doch war bereits so viel in Gang gesetzt worden, dass die Regierung eine förmliche Anklage gegen die Ligue des Patriotes und Boulanger selbst wegen „Verschwörung und des Attentats auf die Sicherheit des Staates“ erhob.
Boulanger entzog sich seiner Verhaftung, indem er sich mit seiner Geliebten nach Brüssel absetzte. Hierdurch wurde seine Sache bedeutend geschwächt. Bei den folgenden Nachwahlen erlitt die „Boulange“ zahlreiche Niederlagen. Inzwischen war auch der Prozess gegen ihn abgeschlossen. Das Urteil lautete auf Deportation nach einem befestigten Platz wegen Komplotts und Veruntreuung von Staatsgeldern. Die im Prozess zutage geförderten Fakten entfremdeten ihn fast allen Anhängern. Die Regierung in Brüssel bat ihn um Ausreise, so dass Boulanger nach Jersey ging. Nachdem die Boulange erneut schwere Niederlagen erlitten hatten, sahen die Vertreter der Partei nur noch ein Mittel, ihre Sache zu retten: Boulanger sollte sich dem Staatsgerichtshof in Paris stellen. Auf dieses Ansinnen ging er nicht ein, sondern legte Mitte Mai seine Stellung als Parteichef nieder.
Nach dem plötzlichen Tod seiner Geliebten Marguerite de Bonnemains (19. Dezember 1855 – 15. Juli 1891) waren auch die Geldzuflüsse an Boulanger gestoppt, und seine finanzielle Lage wurde misslich. Georges Ernest Jean Marie Boulanger erschoss sich am 30. September 1891 am Grab seiner Geliebten in Ixelles bei Brüssel; dort wurde er anschließend auch beigesetzt.

## Ehrungen
- Großoffizier der Ehrenlegion
- Ordre des Palmes Académiques
- Großkreuz des Nischan el Iftikhar
- Großkreuz des königlichen Ordens von Kambodscha
- Großkreuz des Mecidiye-Orden
- Großkreuz des spanischen Militär-Verdienstordens (rot)
- Kommandeur des Ordens der Krone von Rumänien
- Ritter des Orden de Isabel la Católica
- Ritter des Ordens der heiligen Mauritius und Lazarus

## Im Film
Georges Boulanger stand Pate für die Figur des General François Rollan im Spielfilm Weiße Margeriten von Jean Renoir.